# Plante couvre-sol
 (juillet 2020).
Si vous disposez d'ouvrages ou d'articles de référence ou si vous connaissez des sites web de qualité traitant du thème abordé ici, merci de compléter l'article en donnant les références utiles à sa vérifiabilité et en les liant à la section « Notes et références ».

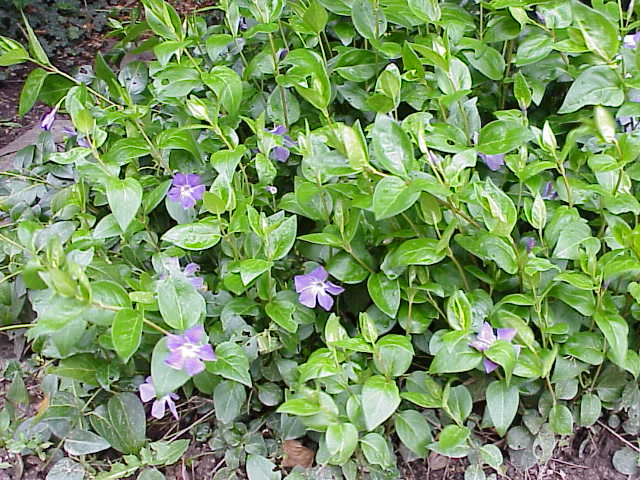
Vinca major en couvre-sol.

Une plante couvre-sol, parfois appelée « paillis vivant », est une espèce ou variété de plante qui pousse en s'étalant à la surface du sol.
Ce type de plantes assure une protection de la couche de terre arable contre l'érosion et la sécheresse.
Dans un écosystème, la couverture végétale forme la couche de végétation située au-dessous de la strate arbustive connue sous le nom de strate herbacée. Les couvre-sol les plus répandus sont des graminées de différents types.
La notion de « couvre-sol » peut revêtir d'autres significations. En écologie, c'est un sujet difficile à aborder car elle est connue sous différents noms et peut être classée de différentes manières. En agriculture, « couvre-sol » fait référence à tout ce qui repose sur le sol, le protège de l'érosion et inhibe le développement des mauvaises herbes. Cela peut être n'importe quoi, d'une couche basse de plante herbacée jusqu'à un matériau en matière plastique. Le terme « couvre-sol » peut également désigner spécifiquement une toile géotextile, qui ressemble à une bâche respirante permettant l'échange d'eau et de gaz. Dans le jargon du jardinage, le terme « couvre-sol » fait référence à des plantes qui sont utilisées à la place de mauvaises herbes et améliorent l’aspect visuel en cachant la terre nue.